# バットマン: ウェディング・アルバム
『バットマン: ウェディング・アルバム』（英: Batman/Catwoman: The Wedding Album）は、2018年にDCコミックスから出版されたバットマン/ブルース・ウェインとキャットウーマン/セリーナ・カイルの結婚を描いたアメリカン・コミックス。

## 書誌情報
| タイトル                           | 発売年    | ISBN           |
| ---------------------------------- | --------- | -------------- |
| Batman/Catwoman: The Wedding Album | 2018年9月 | 978-1401286538 |